# Шмаликс, Хайнц
Хайнрих (Хайнц) Шмаликс (нем. Heinrich (Heinz) Schmalix; 24 июля 1910 — 6 октября 1975) — немецкий хоккеист на траве, полузащитник. Серебряный призёр летних Олимпийских игр 1936 года.

## Биография
Хайнц Шмаликс родился 24 июля 1910 года.
Играл в хоккей на траве за «Берлинер», в составе которого выиграл чемпионат Германии 1941 и 1942 годов.
В 1936 году вошёл в состав сборной Германии по хоккею на траве на летних Олимпийских играх в Берлине и завоевал серебряную медаль. Играл на позиции полузащитника, провёл 3 матча, мячей не забивал.
В 1935—1941 годах провёл за сборную Германии 28 матчей.
Умер 6 октября 1975 года.